# Lîsohirka, Bârzula
Lîsohirka (în ucraineană Лисогірка) este un sat în comuna Codâma din raionul Bârzula, regiunea Odesa, Ucraina.

## Demografie
Componența lingvistică a comunei Lîsohirka
     Ucraineană (95,34%)
     Rusă (4,48%)
     Alte limbi (0,18%)
Conform recensământului din 2001, majoritatea populației comunei Lîsohirka era vorbitoare de ucraineană (95,34%), existând în minoritate și vorbitori de rusă (4,48%).